# Petr Vampola
Petr Vampola (* 21. Januar 1982 in Žďár nad Sázavou, Tschechoslowakei) ist ein tschechischer Eishockeyspieler, der seit 2016 beim BK Mladá Boleslav in der tschechischen Extraliga unter Vertrag steht.

## Karriere
Petr Vampola begann seine Karriere als Eishockeyspieler in der Nachwuchsabteilung des HC Vsetín, für dessen Profimannschaft er in der Saison 2000/01 sein Debüt in der Extraliga gab. In seinem Rookiejahr wurde der Center mit seinem Team auf Anhieb Tschechischer Meister. Für zwei Partien war er zudem an den HC Šumperk aus der zweitklassigen 1. Liga ausgeliehen. In den folgenden Jahren hatte der Linksschütze einen Stammplatz beim HC Vsetín, verbrachte die Playoffs der Saison 2002/03 jedoch beim Zweitligisten HC Kladno, mit dem er den Aufstieg in die Extraliga erreichte. 
Im Laufe der Saison 2003/04 wurde Vampola von Bílí Tygři Liberec verpflichtet, bei dem er die nächsten drei Jahre in der Extraliga verbrachte. Während der Playoffs in der Saison 2004/05 spielte er allerdings erneut in der 1. Liga, wo er mit dem HC České Budějovice aufstieg. Ebenfalls in der Mitte der Spielzeit unterschrieb der ehemalige Junioren-Nationalspieler in der Saison 2006/07 beim HC Plzeň, wo er drei Spielzeiten lang auf Torejagd ging. Daraufhin erhielt er im Laufe der Saison 2008/09 die Möglichkeit für Salawat Julajew Ufa in der neu gegründeten Kontinentalen Hockey-Liga zu spielen. Für die Russen traf er in 17 Spielen einmal und bereitete drei weitere Tore vor. 
Zur folgenden Spielzeit kehrte er nach Plzeň zurück, ehe er für die Saison 2010/11 einen Vertrag beim KHL-Neuling HK Budiwelnik Kiew aus der ukrainischen Hauptstadt Kiew unterschrieb. Da dieser den Spielbetrieb nicht aufnahm, wechselte Vampola stattdessen zum HK Traktor Tscheljabinsk und spielte für diesen bis Januar 2011 in der KHL. Danach wechselte er innerhalb der Liga zum HK Awangard Omsk. Ende Mai 2011 wurde er von Timrå IK aus der Elitserien verpflichtet, bei denen der Tscheche einen Kontrakt für die Saison 2011/12 unterzeichnete. Im November des gleichen Jahres, nach 20 absolvierten Spielen und 17 Scorerpunkten, bat er um Vertragsauflösung und wechselte in die National League A zum Genève-Servette HC.
Während der Saison 2012/13 spielte er zunächst für die Växjö Lakers in der Elitserien, ehe er im Januar 2013 zum HC Škoda Plzeň wechselte. Mit seinem neuen Klub gewann er am Ende der Saison einen weiteren Meistertitel. Nach diesem Erfolg unterschrieb er im Juni einen Drei-Jahres-Vertrag bei den Bílí Tygři Liberec. In der Saison 2015/2016 holt Vampola als Topscorer des Vereins den Sieg in der regulären Saison und krönt die Saison in den Playoffs mit dem ersten Meistertitel für die weißen Tiger. Nach diesem Erfolg verließ er das Team in Richtung BK Mladá Boleslav, wo er einen Drei-Jahres-Vertrag erhielt.

### International
Für Tschechien nahm Vampola an der U18-Junioren-Weltmeisterschaft 2000 sowie der Weltmeisterschaft 2010 teil. Bei der Weltmeisterschaft 2010 in Deutschland wurde er mit seiner Mannschaft Weltmeister.

## Erfolge und Auszeichnungen
- 2001 Tschechischer Meister mit dem HC Vsetín
- 2003 Aufstieg in die Extraliga mit dem HC Kladno
- 2005 Aufstieg in die Extraliga mit dem HC České Budějovice
- 2010 Goldmedaille bei der Weltmeisterschaft
- 2011 Bronzemedaille bei der Weltmeisterschaft
- 2013 Tschechischer Meister mit dem HC Škoda Plzeň
- 2015 Tschechischer Meister mit den Bílí Tygři Liberec

## KHL-Statistik
(Stand: Ende der Saison 2010/11)